# Algorithmes Doppler
Les algorithmes Doppler désignent des processus automatiques de reconnaissance de certaines circulations dans les données des radars météorologiques. Dans et sous les orages, on peut avoir des rotations qui peuvent mener à des tornades. On a également des zones de convergence le long des fronts de rafales et des divergences lors de rafales descendantes.

## Principe
Seule la composante de déplacement radiale au radar est notée par celui-ci. En effet, seules les précipitations qui s'éloignent ou se rapprochent du radar montrent une variation de vitesse dans l'effet Doppler-Fizeau. Ceci veut dire que des précipitations qui se déplacent perpendiculairement au faisceau ont une vitesse radiale nulle. Dans ce contexte, les données de vitesse recueillies par le radar ont une signature particulière selon que les précipitations se déplacent dans un vent uniforme, qu'elles ont un mouvement adoptant une rotation des vents, qu'elles convergent ou qu'elles divergent.

### Vent linéaire de grande échelle

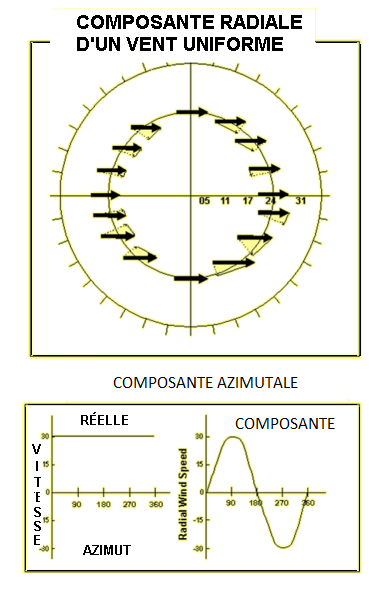

Avec la vitesse radiale, il est possible de déduire avec une certaine précision la vitesse et direction des vents de grande échelle qui affecte une région si l'écran est suffisamment rempli de précipitations. Pensons à une pluie d'automne qui dure toute la journée et qui se déplace uniformément d'ouest en est. Le faisceau radar pointant vers l'ouest verra donc les gouttes s'approcher de lui et l'inverse quand il pointe vers l'est. Par contre, quand le radar pointe vers le nord et le sud, les gouttes ne se rapprochent, ni ne s'éloignent de lui car elles passent perpendiculairement au faisceau. Donc la vitesse notée sera nulle. 
Si on se rappelle que le radar tourne sur 360 degrés, il verra donc toutes les composantes de projection de la vitesse de ces gouttes sur son axe de visée (vitesse radiale). L'ensemble des vitesses sur un tour complet prendra les valeurs d'un cosinus. Fort de cette connaissance, on peut donc déduire la direction et la vitesse des précipitations (+/- celle du vent). Pour obtenir la vitesse et direction du vent par un calcul automatique, il suffit donc qu'un programme fasse une corrélation entre les valeurs du vent radial à une hauteur particulière sur 360 degrés dans les données, et celle d'un cosinus. L'algorithme le plus commun pour faire cela est connu sous le vocable VAD pour Velocity and Azimuth Display.

### Méso-échelle

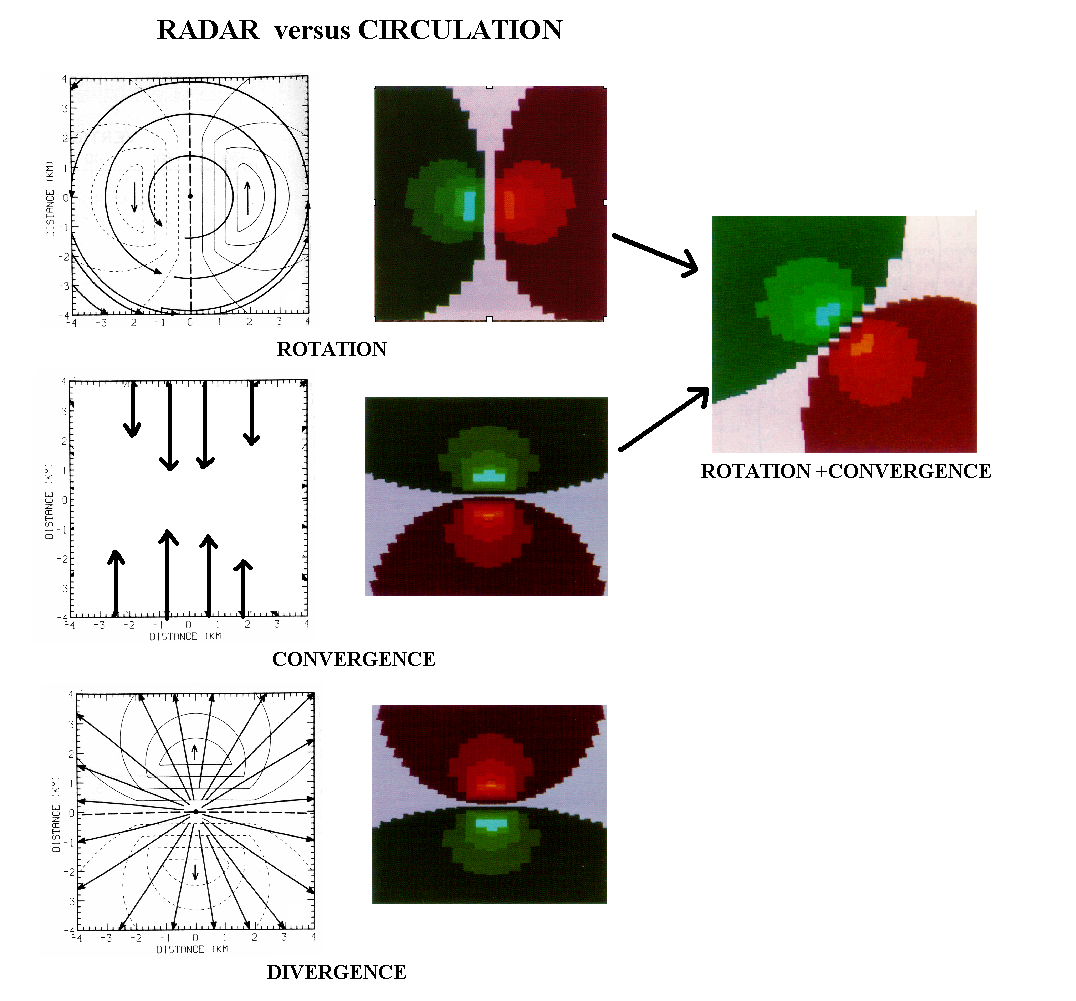
Les différents types de circulations qu'on peut noter à méso-échelle par radar météorologique Doppler.

Dans l'image à droite, il y a à gauche une série de diagrammes des vecteurs du vent dans les cas de rotation, converge et divergence. À droite de l'image, c'est ce que le radar peut voir de la composante radiale, s'il est placé en bas de l'image, avec le vert correspondant à la composante vers le radar et le rouge, celle s'en éloignant.

#### Rotation
Lors de rotation, les vents tournent autour d'un centre comme dans la partie du haut à gauche de l'image. La composante radiale au radar, située en bas de l'image, varie donc selon la partie de la rotation que l'on regarde. Elle passe d'un maximum s'approchant du radar à un autre s'éloignant à droite en passant par une ligne où le vent radial est nul au centre car perpendiculaire au faisceau radar. Ceci donne une signature de vitesses Doppler à droite avec un doublet de couleurs vert-rouge séparé par une zone grise de vitesses radiales nulles.

#### Convergence et divergence

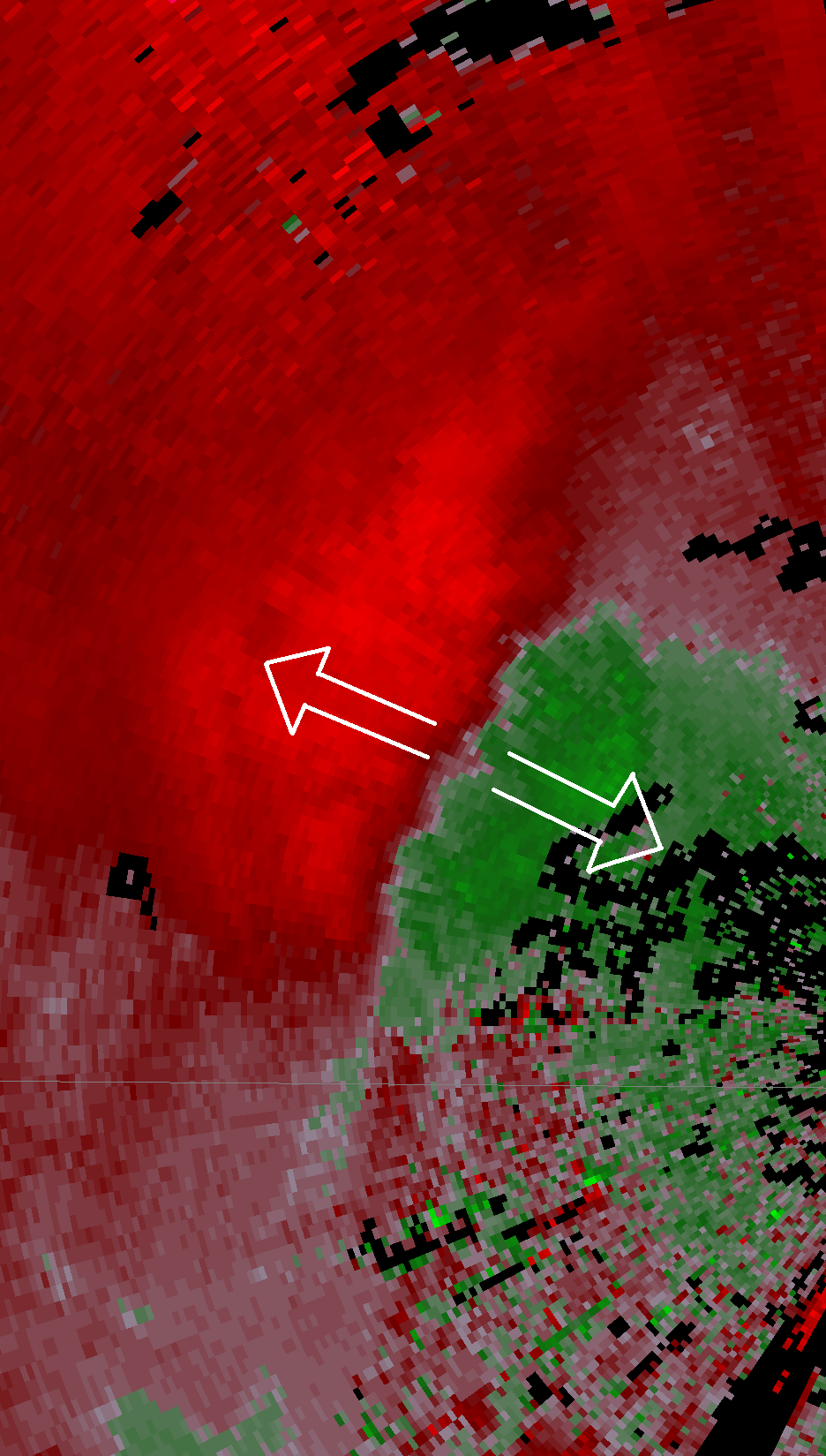
Vue des vitesses radiales montrant la divergence dans des rafales descendantes vues du radar placé en bas à droite.

Si les vents convergent ou divergent, on obtient des zones où les vents changent de direction également mais selon un patron différent des rotations. 
- Le cas de convergence correspond à de l'air venant de différents endroits et forcé de monter en altitude lors de leur rencontre. On a donc des vecteurs de vent de directions différentes se rejoignant le long d'une ligne ou d'un point rencontre où la vitesse devient nulle. Le radar voit donc un doublet vert-rouge avec une ligne de zéro perpendiculaire à la direction au radar[1].

- Le cas de divergence correspond à l'inverse, soit des vents descendants qui sont forcés de s'étaler en éventail par la rencontre du sol. On obtient donc un patron similaire à la convergence mais avec les couleurs inversées[2].

#### Mésocyclone
Comme un mésocyclone est une rotation dans le nuage, on s'attend à l'identifier par un patron de rotation. Cependant, en général on observe également de la convergence dans les bas niveaux de détection d'un orage et le patron sera souvent un mélange de rotation et de convergence comme à l'extrême droite de l'image. L'axe du zéro de vitesse radiale sera alors entre le parallèle et la perpendiculaire au radar.

### Algorithmes
Un programme informatique passe donc les données Doppler point par point selon la distance au radar et selon l'angle de visée. Selon le type de circulation qu'on veut trouver, on recherche dans les données le passage de vitesses s'éloignant à s'approchant comme dans les exemples ci-dessus. On obtient ainsi des zones qui correspondent à la définition mais il faut se rappeler que ces zones sont de faibles rayons et on utilise un critère de forme pour éliminer des mauvaises détections. Par exemple, dans une circulation uniforme à grande échelle la composante radiale suit une valeur équivalente à un cosinus ce qui peut ressembler à une zone de divergence (max d'approche-zéro-max d'éloignement).
Une fois que l'algorithme a trouvé des zones correspondantes sur un angle d'élévation avec les critères, il peut comparer si des structures équivalentes existent sur plusieurs angles au même endroit et déterminer la continuité verticale de la circulation. Ainsi on a des algorithmes pour trouver la signature Doppler à très petites échelles associées avec :
- Rafale descendante[2] (zone de divergence)
- Front de rafales[1] (convergence)
- Mésocyclone[3] (rotation)
- Signature tornadique de rotation[4],[5] (mésocyclone très intense et ayant une grande extension verticale)